# Arterias palpebrales mediales
Las arterias palpebrales mediales o palpebrales superior e inferior son arterias que se originan en la arteria oftálmica. No presentan ramas.

## Distribución
Se distribuyen hacia los párpados superior e inferior.